# Посада Каррилес, Луис
Луис Посада Каррилес (исп. Luis Clemente Faustino Posada Carriles; 15 февраля 1928 — 23 мая 2018) — рождённый на Кубе антикоммунист и террорист, деятельность которого поддерживалась США.

## Биография
Луис Посада изучал медицину и химию в Гаванском университете.
Согласно рассекреченным документам ЦРУ и ФБР, Луис Посада Каррилес был привлечён к подготовке высадки в заливе Свиней — неудачной попытке американских спецслужб в 1961 году свергнуть власть Фиделя Кастро. Каррилес был сотрудником ЦРУ с 1965 по 1976 годы. Он также был задействован в операциях американской разведки в Никарагуа, Венесуэле, Чили и ряде других стран.
В 1976 году Луис Посада Каррилес был арестован в Венесуэле по обвинению в причастности к взрыву кубинского самолёта, выполнявшего рейс из Барбадоса, и гибели 73 людей на борту. Однако в 1985 году ему удалось бежать ещё до вынесения ему приговора. После побега он жил в Сальвадоре, где участвовал в операции по поддержке никарагуанских контрас, руководимой Оливером Нортом.
Власти Кубы считают, что после побега из венесуэльской тюрьмы Луис Посада Каррилес участвовал в организации серии терактов в кубинских гостиницах и на дискотеках, произошедших в 1997 году.
В 2000 году Каррилес снова оказался за решёткой — на этот раз его осудили в Панаме к восьми годам заключения за подготовку покушения на Фиделя Кастро. Из тюрьмы в Панаме Луис Посада Каррилес был досрочно освобождён через четыре года.
В 2005 году Луис Посада Каррилес был задержан за попытку незаконного пересечения американской границы и арестован. Его также обвинили в представлении ложных данных американским иммиграционным службам. Сообщалось, что он просил политического убежища в США, однако затем отозвал свою просьбу: теперь Каррилес пытался остаться в США на основании своей военной службы этой стране. В 2007 году суд в Эль-Пасо, штат Техас, позволил Луису Посаде Каррилесу выйти под залог.
После ареста Луиса Посады Каррилеса в 2005 году Венесуэла, гражданином которой он является, направила США запрос на его экстрадицию, на который американские власти ответили отказом. На Кубе, после того как стало известно, что Луис Посада Каррилес находится на территории США и не будет выдан Венесуэле, прошли массовые акции протеста, участники которых обвиняли Соединённые Штаты в поддержке терроризма.
По совокупности выдвинутых против него обвинений Луису Посаде Каррилесу в США грозило тюремное заключение на срок до 60 лет. Рассмотрение дела бывшего агента ЦРУ, обвиняемого властями Кубы и Венесуэлы в организации терактов, продолжалось в федеральном суде в Эль-Пасо 13 недель, и 8 апреля 2011 года коллегией присяжных был вынесен оправдательный вердикт.